# Hyperolius castaneus
Hyperolius castaneus ist ein Riedfrosch, der an den Hängen der Gebirge lebt, die den Zentralafrikanischen Graben begrenzen. Da er in seinem relativ kleinen Verbreitungsgebiet recht häufig ist, gilt sein Bestand als Indikator für die Bedrohung der Bergwälder im Westlichen Rift, zu denen auch die Hänge der Virunga-Vulkane zählen, auf denen die Berggorillas heimisch sind.

## Merkmale
Hyperolius castaneus ist ein mittelgroßer Vertreter der rund 130 Arten umfassenden Gattung Hyperolius, Männchen erreichen eine Länge von 22 bis 26 mm, Weibchen werden 25 bis 36 mm lang. Die Färbung ist variabel und umfasst verschiedene Grün- und Brauntöne, unterseits und an den Beinen kann er gelblich bis rötlich-braun gefärbt sein, an den Flanken und Füßen kastanienbraun bis orange. Es gibt Varianten, die oberseits braun sind, andere haben einen grün gefärbten Rücken. Die grünen Exemplare haben oft diffus dunklere Flecken auf dem Rücken, die braunen können unregelmäßige schwarze Flecken aufweisen, die leuchtend grün eingefasst sind. Seitlich wird die Rückenfärbung durch eine unregelmäßig gezackte Linie begrenzt. Die Kehle der Männchen ist gelb. Die Pupillen liegen horizontal.

### Ähnliche Arten
Der Frosch ähnelt Hyperolius lateralis, mit dem er auch im gleichen Habitat vorkommt. Manche Farbvarianten von Hyperolius castaneus lassen sich kaum von Hyperolius lateralis unterscheiden, obwohl dieser im Allgemeinen in tieferen Regionen zu finden ist. 2013 wurde die Unterart Hyperolius castaneus constellatus aus dem Itombwe-Gebirge als eigene Art Hyperolius constellatus anerkannt.

### Unterarten
Nach der Abtrennung der Art Hyperolius constellatus wurde auch die Unterart Hyperolius castaneus submarginatus aus den Kabobo-Bergen der neuen Art zugeordnet. Es verbleibt neben der Nominatform Hyperolius castaneus castaneus nur noch die Unterart Hyperolius castaneus rhodogaster, die auf dem westlichen Itombwe-Plateau in mittleren Höhenstufen vorkommt. Ihr phylogenetischer Status wurde noch nicht ausreichend untersucht.

## Verbreitung
Nach Angaben des Erstbeschreibers Ernst Ahl stammt das Typusexemplar aus dem "Vulkangebiet nordöstlich des Kivu-Sees", womit laut Ansicht von Roelke und Smith nur die Virunga-Vulkane gemeint sein können. Diese Vulkane sind Teil des westlichen Arms des Ostafrikanischen Grabenbruchs, der die Grenzen von Ruanda und Burundi mit der Demokratischen Republik Kongo bildet. Dieser Teil des Grabenbruchs wird auch Albert-Rift genannt und erstreckt sich über den Albertsee bis nach Uganda. An den Berghängen, die den Grabenbruch flankieren, kommt Hyperolius castaneus in Höhen zwischen 1600 und 2850 Metern vor. Er lebt in den feuchten subtropischen bis tropischen Bergwäldern und legt seine Eier in den Gewässern oder Sümpfen der hochmontanen Graslandschaften ab. Durch die Rodung der Bergwälder sind seine Bestände gefährdet.